# Andrés Amaury Rosario Henriquez
Andrés Amauri Rosario Henríquez (ur. 23 września 1976) –  dominikański duchowny rzymskokatolicki, biskup pomocniczy Santiago de los Caballeros (nominat).

## Życiorys

### Prezbiterat
Święcenia kapłańskie otrzymał 24 lutego 2007, został inkardynowany do archidiecezji Santiago de los Caballeros. Uzyskał tytuł licencjata teologii duchowości po ukończeniu studiów specjalistycznych na Papieskim Uniwersytecie Gregoriańskim w Rzymie. Po ukończeniu studiów pełnił liczne funkcje w seminariach duchownych oraz w duszpasterstwach parafialnych. Od 2020 do momentu nominacji biskupiej pełnił funkcję rektora Niższego (Propedeutycznego) Seminarium Duchownego.  

### Episkopat
23 czerwca 2025 papież Leon XIV prekonizował go biskupem pomocniczym archidiecezji Santiago de los Caballeros nadając mu biskupią stolicę tytularną Autenti. 